# Han Kerckhoffs
Han Kerckhoffs (Nijmegen, 19 april 1953) is een Nederlands acteur.

## Filmoverzicht[1]
- De Schorpioen (1984)
- De Orionnevel (1987)
- Havinck (1987)
- Han de Wit (1990)
- De bunker (1992)
- Ik ga naar Tahiti (1992)
- De drie beste dingen in het leven (1992)
- Belle van Zuylen, Madame de Charrière (1993)
- Oude tongen (1994)
- De schaduwlopers (1995)
- De langste reis (1996)
- De jongen die niet meer praatte (1996)
- De man met de hond (1999)
- Missing link (1999)
- Het Achterland (2001)
- Ellektra (2004)
- Off Screen (2005)
- Wereld van stilstand (2005)
- Ik omhels je met 1000 armen (2006)
- Het verhaal achter Baron 1898 (2015)

## Tv-overzicht
- Kleine Koos (1986)
- Recht voor z'n Raab - Fons Piek (1992)
- Mus - Dokter (1993)
- Coverstory - Voorman (1993)
- Pleidooi - Bakker Duyker (1993)
- Verhalen van de straat (1993)
- Pril geluk - Lena's ex (1994)
- Zwarte Sneeuw - Visser (1996)
- De Keerzijde - Versteeg (1998)
- Oud geld (1999)
- De aanklacht (2000)
- IJS - vader (2001)
- De 9 dagen van de gier - Lex Korthof (2001)
- Baantjer - Herman Broertjes (afl. 'De Cock en de taximoord', 1997), Werner Nieuwenhuijzen (afl. 'De Cock en de moord onder ogen', 2003)
- Ernstige Delicten - Maarten Schoonveld (2004)
- Sprookjes (2004)
- Grijpstra & De Gier - Marcel Goldberg (2005)
- IC - Dokter Bob Cohen (2006)
- Keyzer & De Boer Advocaten - Rechter Haaksbergen (meerdere afleveringen, 2005-2008)
- De co-assistent - Rudolf Bouwman (2008)
- Annie M.G. - Johan Schmidt (2009)
- Moordvrouw - Conrector (afl. 'Testfase', 2012)
- Volgens Robert - Beer (2013)
- De Fractie - Jan Leusingh (2015)
- De Ludwigs - Oom Pierre (2016)
- Flikken Rotterdam - Dominee Kuypers (afl. 9 seizoen 2, 2017)
- Flikken Maastricht - Carlito Hinch (seizoen 13, 2019)
- Elixer - Ezra van der Geest (2025)

## Theateroverzicht[2]
- Eczeem (1982/1983)
- Drie Zusters (1983/1984)
- Richard III (1983/1984)
- Oroonoko (1983/1984)
- In het Tuinhuis (1984/1985)
- De domkop en de Gek (1984/1985)
- De Redders (1984/1985)
- Lenz (1984/1985)
- Bacchanten (1985/1986)
- De Koning Sterft (1985/1986)
- Biedermann en de Brandstichters (1986/1987)
- De Kersentuin (1986/1987)
- Edward II (1986/1987)
- Terug in de woestijn (1987/1988)
- Gesprekken over Goethe (1987/1988)
- De laatsten der onverstandigen (1988/1989)
- Het syndroom van Stendhal (1988/1989)
- Hedda Gabler (1989/1990)
- Toeval Voorval (1989/1990)
- Uit de Lucht gegrepen ofwel Baron Laborde (1990/1991)
- De eenzame weg (1991/1992)
- Het huwelijksaanzoek (1991/1992)
- Boven het dal (1991/1992)
- Verre vrienden (1992/1993)
- De mooie onbekende (1992/1993)
- Glenn (1992/1993)
- Elisabeth II (1993/1994)
- Reincarnatie (1993/1994)
- Getaway (1993/1994)
- Troilus en Cressida (1994/1995)
- Goldberg Variaties (1994/1995)
- Soekarno (1995/1996)
- Design for living (1995/1996)
- Titus Andronicus (1996/1997)
- Midzomernachtsdroom (1996/1997)
- Ontkoppelde Hitte (1997/1998)
- Donderdag (1998/1999)
- Cocktail Party (1998-2000)
- Wachtend op Godot (1999-2001)
- De Theatermaker (2000/2001)
- L. King of pain (2001/2003)
- Schijn bedriegt (2001/2002)
- Mamma Medea (2001-2003)
- Trilogie van het weerzien 2002-2005)
- Eenvariaties (2004/2005)
- Bedrog (2004/2005)
- Tirannie van de Tijd (2005/2006)
- De ondergang van de Titanic (2006/2007)
- Oresteia (2006-2008)
- Trinity Trip (2007/2008)
- Uit het leven van de marionetten (2007-2008)
- Verlichting light (2009-2010)
- Romeo en Julia (2009/2010)
- Mahagonny/Het lied van de stad (2010/2011)
- De Misantroop (2010-2011)
- Bloed en Rozen (2010-2011)
- De Gehangenen (2011-2012)
- Flou (2011-2012)
- Peer Gynt (2012-2013)
- De Uitvreter (2013-2014)
- Julius Caesar (2013-2014)
- Oom Wanja (2014-2015)
- Wie is bang? (2019)

## Privéleven
Kerckhoffs is getrouwd met de Belgische actrice Els Dottermans. Ze hebben samen twee zonen.
- Bibliothèque nationale de France: cb17169318m (data)
- Gemeinsame Normdatei: 1061418243
- International Standard Name Identifier: 0000 0001 3277 0104
- Library of Congress Control Number: no2017011795
- Virtual International Authority File: 7860148632953330630000
- WorldCat: E39PBJhmQyQcvfd9vcMv8wcF8C